# .mg
.mg je internetová národní doména nejvyššího řádu pro Madagaskar.